# Contactadvertentie
Een contactadvertentie is een door particulieren in een medium te plaatsen advertentie waarin men zoekt naar een partner, hetzij voor een langdurige relatie, hetzij voor een platonische vriendschap, hetzij voor seks. In België bestaan deze 'annonces' sinds 1900. Meestal bestaat het uit een beschrijving van de persoon die het plaatst, of juist van degene die men zoekt, plus eventuele interesses. Reageren op contactadvertenties kan meestal via een zogeheten brief onder nummer. Zowel mannen als vrouwen vinden het liefst iemand met een mooi uiterlijk, maar vrouwen zoeken vaker een man die er financieel goed voorstaat, en mannen vaker iemand die jonger is dan zijzelf. Om de kosten van de advertentie zo laag mogelijk te houden, wordt veel gewerkt met afkortingen. Er bestaat bij mensen soms behoefte aan nog veel meer afkortingen, omdat ze zeer specifieke wensen kunnen hebben.
Waar vroeger contactadvertenties vooral waren te vinden in kranten en tijdschriften, heeft er het laatste decennium een verschuiving plaatsgevonden naar het partnerzoeken via het internet. Vooral datingsites hebben de rol van bemiddelaar overgenomen. Alleen al in Nederland zijn er zo'n 300. Ook zijn er virtuele marktplaatsen waar mensen zichzelf kunnen aanprijzen. 
Om zichzelf in een goed daglicht te plaatsen, wordt in de advertenties vooral de nadruk gelegd op positieve karaktereigenschappen. Een enkeling zoekt het in een zeer specifieke hoek. maar sommigen hopen met een zeer algemene advertentie als "MAN 44j. zelfst. Zoekt vrouw, 35 à 45 jaar. TEL …" ook iemand te kunnen vinden.
In een advertentie wil men zo veel mogelijk informatie kwijt met zo weinig mogelijk letters. Vandaar dat in deze advertenties veel afkortingen worden gebruikt zoals bbhh en dergelijke. 

## Afkortingen
Omdat advertenties per regel moeten worden betaald, worden veel afkortingen gebruikt, zoals bbhh (soms ook geschreven als "b.b.h.h.).
bbhh betekent "bezigheden buitenshuis hebbende"  en werd gebruikt door dames die een heer zochten bbhh. Daarmee gaf zij aan dat de heer die zij zocht tenminste iets om handen zou hebben, liefst uiteraard een baan.
Voorbeelden van andere afkortingen die veel gebruikt werden (waarbij de puntjes willekeurig kunnen worden weggelaten):
- aantr. (aantrekkelijke)
- j (jonge)
- mn (man) vr (vrouw)
- nr (niet roker) nd (niet drinker)
- ac (academisch geschoold)
- bem (bemiddeld) zie ook fo
- k, mk (kinderen, met kinderen)
- gk, 1k, 2k, etc. (geen kinderen), 1 kind, 2 kinderen, etc.
- hv (houdt van) waarna er een lijst (met afkortingen) wordt toegevoegd waaruit blijkt waar de adverteerder allemaal van houdt: cult., flm, sport, kkn, etc.
- zkt (zoekt)
- zkm (zoekt kennismaking met)
- wkm (wil kennismaking met)
- d (dito, ook vaak voluit geschreven)
- fo (financieel onafhankelijk(e))
- zk (zonder kinderen)
- vlr, v.latrel. (voor een latrelatie)
- bon (brief onder nummer)
- bmfon (brief met foto onder nummer)
- bmfoeron (brief met foto op erewoord retour onder nummer)
- bvdb, burvdb burvdbl (bureau van dit blad)

Minder vaak voorkomend:
- de plaatsnaam werd in sommige gevallen afgekort tot het netnummer van die (regio of) plaats, bijvoorbeeld "040" voor (regio) Eindhoven.
- de exacte leeftijd van de adverteerder (of de gezochte) werd zelden opgegeven, maar wel als "40+", "50+", "60-", ("40-50"), etc.
- de lengte van de persoon die men zocht werd aangegeven met >1,75 of <1,90
- de persoonlijke voorkeur werd soms ook opgegeven: sl.bl. waarbij "sl" stond voor slank en "bl" stond voor blank of blond, hetgeen verder in het midden werd gelaten
- bij geen persoonlijke voorkeur werd de afkorting "huidsk.onb." gebruikt.

De volgorde waarin de afkortingen achter elkaar stonden was ook belangrijk in verband met de leesbaarheid.
aantr. j. mn ac. 020 40+ zkt fo j. sl.bl. vr. 40-, zk. vlr. bmfoeron xxxxx burvdbl
Dit paste op één regel. Hierbij fungeerde het nummer als contactmogelijkheid via de betreffende krant.